# 缙云黄芩
缙云黄芩（学名：Scutellaria tsinyunensis），为唇形科黄芩属下的一个植物种。